# Koryolink
Koryolink (кор. 고려링크) — совместное предприятие, созданное в 2008 году египетской компанией Orascom Telecom Holding (позднее Global Telecom Holding) и Государственной корпорацией «Чосон почта и телекоммуникации» (조선우편 & 통신). В 2011 египетская компания была куплена российским холдингом «Вымпелком», который после завершения поглощения в 2012 существенно развил сеть по покрытию и техническому уровню, и 29 марта 2013 запустил сеть 3G стандарта UMTS 2100 в официальную эксплуатацию. Единственный действующий сотовый оператор в КНДР. Холдинг Вымпелком владеет 75 % Koryolink. Сеть покрывает 60 % страны, все крупнейшие города, туристические маршруты, центральные дороги. Телефонные номера сети имеют префикс +850 (для звонков внутри КНДР набирается 0). В сети есть два уровня доступа: общий — для любых пользователей, без доступа в Интернет, доступ на скорости 3G только в инфосеть Корёлинк, интранет Кванмён и университетские сети, самый популярный вид доступа — в Кванмён, и привилегированный — с логируемым на шлюзе доступом в интернет, с блокированием нежелательных сайтов, SIM-карты с таким доступом могут приобрести только сотрудники дипмиссий, представители иностранных компаний и сотрудники государственных и партийных органов.

## История
Orascom Telecom Holding получил лицензию на организацию 3G-сети в КНДР в январе 2008 года.
Koryolink был запущен в Пхеньяне в декабре 2008 года, на конец года в ней было 5,3 тыс. пользователей. В декабре 2010 года число пользователей составляло 432 тыс. В сентябре 2011 это число увеличилось до 809 тыс..
В 2012 году египетский соучредитель был поглощён российской компанией Вымпелком, которому перешла и доля в Koryolink
7 января 2013 года был отменён запрет на ввоз мобильных телефонов в КНДР, иностранные туристы получили возможность аренды номера сети с выходом на международную связь при условии заполнения декларации на ввоз гаджета.
29 марта 2013 года Koryolink запретила доступ в мобильный интернет для иностранных туристов, однако возможность технического доступа сохранена у сотрудников дипмиссий и представителей иностранных компаний, приезжающих в КНДР с долгосрочным визитом..
29 марта 2013 года была запущена сеть 3G, чем и был вызван запрет на ввоз аппаратов. Все устройства связи, смартфоны и планшеты, произведённые в КНДР, обладают развитой системой логирования доступа, контроля действий и сбором и отсылки информации на контролирующие станции. Кроме того, используется система ватермарк-подписывания для распространяемого медиаконтента. А с 2016 года — и цифровое подписывание центрально распространяемого контента ключом RSA 2048, и самоподписывание созданного на планшете или ином устройстве 256-битным ключом.
Устройства, произведённые не для КНДР, таковым сервисом не обладают, поэтому и попадают время от времени под запрет.
В 2015 году количество абонентов пользователей сети превысило 3 миллиона, что привело к завершению окупаемости проекта и даже принесло Orascom Telecom первую прибыль. Однако правительство КНДР отказало в разрешении на перевод прибыли из Северной Кореи в материнскую компанию и, по некоторым данным, учредило второго оператора (Kangsong Net), чтобы конкурировать с Koryolink. В результате этого в руководстве Ораскома было сделано заявление, что холдинг утратил контроль над деятельностью северокорейской сети.
Несмотря на ужесточение санкционного режима со стороны Совбеза ООН в сентябре 2018 года, Orascom Telecom получил право на исключение деятельности из нового пакета санкций, что позволило, по резолюции Совета Безопасности ООН № 2375, продолжить деятельность в КНДР.